# نشیب (کالبدشناسی)
نَشیب (انگلیسی: Clivus) یا شیب بلومنباخ (Blumenbach clivus)، بخش استخوانی جمجمه در قاعده جمجمه است. این یک فرورفتگی کم‌عمق در پشت زین پشتی استخوان پروانه‌ای است. به تدریج به قسمت قدامی بخش قاعده‌ای استخوان پس‌سری در محل اتصال آن با استخوان پروانه‌ای شیب می‌کند. تا سوراخ بزرگ پس‌سری امتداد دارد. به پل مغز و عصب دورکننده (CN VI) مرتبط است.

## ساختار
نشیب یک فرورفتگی کم‌عمق در پشت زین پشتی (زین ترکی) استخوان پروانه‌ای است. به تدریج به قسمت قدامی بخش قاعده‌ای استخوان پس‌سری در محل اتصال آن با استخوان پروانه‌ای شیب می‌کند. هم‌جوش غضروفی (سنکندروز) این دو استخوان نشیب را تشکیل می‌دهد. نشیب به سمت پایین تا سوراخ بزرگ پس‌سری امتداد دارد. در صفحات محوری، درست در خلف سینوس‌های پروانه‌ای قرار دارد. در قسمت داخلی سوراخ پاره‌ای جمجمه (سرخرگ کاروتید درونی به بالای سوراخ پاره‌ای جمجمه (فورامن لاسروم) در حفره جمجمه میانی می‌رسد) و نزدیک به بازپیوندی (آناستوموز) آن با حلقه ویلیس است. در جلوی سرخرگ قاعده‌ای قرار دارد. در صفحه چپ‌راستی (ساژیتال)، می‌توان آن را به دو سطح شامل سطح حلق (پایین) و سطح قاعده‌ای (بالا) تقسیم کرد. یک برجستگی کوچک به نام توبرکل حلق در سطح تحتانی برای اتصال رباط فیبری حلق وجود دارد.
پل مغز روی سطح قاعده‌ای نشیب قرار دارد. عصب دورکننده (CN VI) نیز در طول مسیر خود در امتداد نشیب حرکت می‌کند.

## تغییرات
در طول رشد جنینی، نشیب توسط همجوشی بخش قاعده‌ای استخوان پس‌سری (basiocciput) و استخوان پروانه‌ای پایه‌ای (basisphenoid)، یا به عبارت دیگر، هم‌جوش غضروفی پروانه‌ای‌پس‌سری (sphenooccipital synchondrosis) تشکیل می‌شود. هنگامی که همجوشی به‌طور نامناسب رخ می‌دهد، شکاف‌هایی ایجاد می‌شوند که تغییرات آناتومیکی محسوب می‌شوند. تغییرات نشیب عبارتند از: fossa navicularis magna، مجرای کرانیوفارنژیال (craniopharyngeal canal), canalis basilaris medianus و شکاف عرضی قاعده‌ای (شکاف ساسر). استخوانی شدن رباط راسی دندان (apical ligament of dens) نیز می‌تواند رخ دهد و منجر به ایجاد یک توبرکل استخوانی متفاوت در انتهای تحتانی نشیب شود. Condylus tertius و arcus praebasiocipitalis دو تغییر دیگری هستند که در انتهای تحتانی نشیب یافت می‌شوند، اگرچه علت آنها ممکن است با سایر تغییرات متفاوت باشد. اکوردوزیس فیزالیفورا (Ecchordosis physaliphora)، یک ضایعه خوش‌خیم مادرزادی مشتق شده از نوتوکورد (notochord)، ممکن است در قسمت پشتی نشیب وجود داشته باشد. این ضایعه بی‌ضرر بوده و یک نوع آناتومیک در نظر گرفته می‌شود.
در سال ۲۰۲۳، توبرکل‌های متغیر و برآمدگی‌هایی در سطح پایه‌ای شیب در حدود ۱۰ درصد از جمعیت عمومی یافت شده‌است. اصطلاحات «توبرکل‌های پایه‌ای» و «برجستگی‌های پایه‌ای شیب» برای توصیف این ساختارهای تازه کشف‌شده ابداع شده‌اند.

## اهمیت بالینی
عصب دورکننده (CN VI) در طول مسیر خود از شیب عبور می‌کند. افزایش فشار درون‌جمجمه‌ای می‌تواند این عصب را در این نقطه به دام بیندازد و باعث علائم فلج شود.
همچنین نشیب محل ایجاد کوردوما (chordoma) است که نوعی سرطان نادر است.

### عمل جراحی
جراحی ضایعات درگیرکننده نشیب و ساختارهای اطراف به‌طور سنتی از طریق روش‌های انبساطی ساب‌فرونتال ترانس بازال، ترانس فاسیال قدامی، ترنس تمپورال جانبی، رویکردهای فار-لاترال (دور - جانبی)، و رویکردهای مرحله‌بندی شده‌است. این رویکردها محدود هستند زیرا اغلب نیاز به برداشتن وسیع استخوان و جمع‌کردن [بافت] مغز دارند، در حالی که ساختارهای عصبی-عروقی حیاتی را بین جراح و محل آسیب قرار می‌دهند. پیشنهاد شده‌است که این محدودیت‌ها با پیشرفت‌های قابل توجه در استفاده از جراحی اندوسکوپیک از طریق بینی کاهش یابد. روش‌های جراحی معاصر شامل روش‌های انبساطی آندوسکوپیک داخل بینی به نشیب به‌طور فزاینده‌ای توسط چندین گروه توصیف شده‌اند، و نشان داده شده‌است که یک استراتژی ایمن و مؤثر برای مدیریت جراحی انواع ضایعات خوش‌خیم و بدخیم در این ناحیه هستند.

## ارتباط نشیب و dens
نشیب، یک شاخص آناتومیک مهم برای بررسی راستای آتلانتو-اکسیپیتال است. هنگامی که در یک تصویر رادیوگرافی جانبی ستون فقرات گردنی (C-Spine) مشاهده شود، نشیب خطی را تشکیل می‌دهد که در صورت امتداد، به عنوان خط شیب واکنهایم (Wackenheim's clivus line) شناخته می‌شود. خط واکنهایم باید از dens مهرهٔ axis عبور کند یا مماس بر آن باشد. 

## پیشینه نام
واژه "clivus" (نشیب) همچنین به عنوان یک اصطلاح مخفف برای clivus ocularis استفاده می‌شود که دیواره داخلی شیبدار شبکیه است که در فرورفتگی foveola در ماکولا (لکه زرد) چشم فرومی‌رود. برای رفع ابهام، گاهی اوقات از کلیووس به عنوان کلیووس بلومنباخ (Blumenbach clivus) یاد می‌شود. این نام از یوهان فریدریش بلمونباخ گرفته شده‌است.